# Cigány név
A cigány név, romani nyelven romano nav, romano anav vagy romano alav a cigány kultúra jellegzetes eleme. Tulajdonképpen a ragadványnevek speciális csoportja, mely egyszerre utal a viselője egyéni karakterére, személyes voltára és a cigány közösséghez való tartozásra, a cigány identitásra. A cigány nevet a hivatalos „gádzsó névvel” párhuzamosan, illetve azt helyettesítve használják viselői. Cigány név adása a balkáni területeket leszámítva a legtöbb cigány csoportnál élő hagyomány.

## Névadási és névhasználati szokások
- A cigány nevet általában a közösség adja viselőjének, nem az egyén választja meg azt. Az azonban már nagy mértékben az egyén döntésétől függ, hogy mely szituációban mely nevét használja. Van, aki a cigány nevén csak a legszűkebb családi körben hívatja magát, a tágabb cigány közösség a hivatalos nevét használja. Más esetben a cigány név az általánosan használatos (a nem cigány osztálytársak, munkatársak részéről is), a hivatalos neve az illetőnek csak a hivatalos papírjain szerepel.
- Egy személynek esetenként több neve is lehet. Gyakori, hogy a gyerekkori cigány nevet később felváltja egy másik forma, például kisgyermekként valaki Manó, nagyobb gyermekként már Zsolti. Olyan is létezik, hogy a személy eredeti közösségben megkapja cigány nevét, de megnősülve és másik városba költözve új közösségében új nevet kap. Ilyenkor a régi közösségében továbbra is a régi nevét használják, új helyén pedig az újat. A párhuzamos többnevűségre másféle példa is létezik: az illető hivatalos keresztneve Gyula de a kortársi közösségben a Tibi, családon belül pedig Öcsi névre hallgat.
- A névadásnak sokszor van valamilyen konkrét alapja. Például Fecska csak Fecske márkájú cigarettát szív; Gumi a középső fiúgyermek, a régi sorkatonai szleng alapján, ahol a legidősebb generáció volt az öreg, a legfiatalabb a kopasz és a középső korosztályt nevezték guminak; vagy a László nevű személy Vitéz László alapján lesz Vitéz.
- A névadásnak két – egymásnak ellentmondó – szempontja létezhet. Egyik a népszerűség, a közismert vagy éppen divatos nevek adása. Másik ennek ellenkezője, főleg a szintiknél létező elv szerint a névnek egyedinek kell lenni: mivel Django csak egy volt, Django Reinhardt óta senkit sem neveznek Djangónak.

## A cigány név fajtái
1. Nem cigány keresztnevek. Gyakori jelenség, hogy cigány névként valamely nem cigány keresztnevet kapja a személy: hivatalosan Zsolt, de a cigány közösségben Kálmán; hivatalosan Kálmán, a közösségben Laci; hivatalosan Hajnalka, a közösségben Brigi.
2. Külföldi nem cigány keresztnevek. Nyugat-Európában gyakori cigány név a magyar eredetű Joshka, Magyarországon a délszláv Biszerka, Hollandiában az angolszász Jimmy  stb.
3. Hírességek nevei. Szintén nem ritka a népszerű sportolók, zenészek és sorozathősök neveinek cigány névként való használata. Ilyen például a Kokó, Rocky (tréfásan Rocky 5.), Elvis, sőt Elvispresli.
4. Keresztnevek cigány alakjai. Ilyen például a József megfelelője a Joka, vagy a Tibike származéka a Tupka, a Tónié a Tuntu stb.
5. Nem cigány ragadványnevek. Ilyenek a Sheriff, Pipás, Kopasz, Füttyös, Lady, Néger stb.
6. Cigányosított, nem cigány eredetű ragadványnevek. Például a Grófó - gróf, Cukra - cukor, Fecska - Fecske, Kincsó - kincs stb.
7. Jelentéssel bíró cigány ragadványnevek. Szlobodo - szabadság, Bálisó - malac, Lola - piros, Káló - fekete Báró - nagy. Előfordul, hogy névként egyszerre használatos mind a cigány, mind a magyar nyelvű alak: Szomnakaj és Arany.
8. Tipikusan cigány keresztnevek. Ilyenek például a Holba, Pisla, Stochelo, Django, Totoj, Babik stb.

## Cigány nevek a hivatalos használatban
- A cigány nevek a gyakorlatban bizonyos meghatározott, nem hivatalos szituációkban helyettesítik a hivatalos, nem cigány nevet. Például cigányok közt mindenkinek El Pelé, de hivatalosan Ceferino Gimenez Malla.
- Félhivatalos használatban alakult ki az a gyakorlat, hogy a vezetéknév mellett nem a hivatalos keresztnév, hanem a cigány név használatos. Ez elsősorban a nyugat-európai szintiknél gyakorlat: Django Reinhardt, Stochelo Rosenberg, Tschavolo Schmidt stb.
- A magyarországi félhivatalos gyakorlatban a cigány név a teljes név elé kerül: Choli Daróczi József, Joka Daróczi János, Romano Rácz Sándor, Vesha Farkas Zoltán stb.
- Másik – külföldi – gyakorlat szerint a félhivatalos használatban a cigány név a teljes nevet követi: Žarko Jovanović Jagdino.
- A vezetéknevek kialakulása idején néhány cigány névből hivatalos vezetéknév vált, ilyent visel például Czinka Panna, Bari Károly, Ruva Pál.
- Esetenként a cigány név a felvett művésznév vezetékneveként szolgál: Bangó Margit, Claude Romano.
- Magyarországon a 2004-ben elkészült kisebbségi utónévjegyzék alapján cigány eredetű nevek hivatalos keresztnévként is adhatók. A legtöbben azonban így is magyar keresztnevet adnak a gyermekeiknek, igen gyakoriak körükben a szokatlan, a magyar népesség körében még nem elterjedt nevek, pl. Kevin, Renátó, Dzsenifer, Eszmeralda, Hunóra, stb.
- A 2010-es önkormányzati választások során nagyobb médiafigyelmet kapott, hogy a tiszabői jelöltek cigány becenevekkel vetették fel magukat a jelöltlistába, mint Csik István Pacal, Mága Izidor Bunyó fia, Mága Tibor Gizi, Sándor Ferenc Fika fia.[1][2]

## Cigány nevek
A nevek a hagyományosan kialakult formában, illetve a magyar fonetika szerint íródtak.

### Női nevek
Baba, Biszerka, Cina, Cinka, Cukra, Fecska, Hercegnő, Holba, Kócos, Lady, Lola, Mumus, Nusi, Holba, Papusa, Pisla, Somnakaj, Tubi, Turcsi, Patrin, Radenka

### Férfi nevek
Ármándó, Baba, Babik, Bangó, Basno, Bálázsovics, Baliso, Báró, Bibi, Bibci, Cigány, Choli, Csimpi, Django, Dorado, Diego, Deniel, Dujmo, Elvispresli, Feke, Flutyi, Füttyös, Gazsi, Gimics, Gincsi, Gojma, Grófó, Gumi, Győzike, Herceg, Jimmy, Joka, Joshka, Julió, Kakas, Káló, Kátrány, Kopasz, Kiskopasz, Kincsó, Kobra, Kóró, Kutya, Lackó, Ldedi, Lulo, Lölö, Malac, Mandino, Manó, Muki, Néger, Nyunyi, Pipás, Pimpi,Pola, Pimpa, Suhai, Stochelo, Szlobodo, Szexi, Rajmondo, Rikárdó, Romano, Ruva, Rubó, Tocsni, Tupka, Tschavolo, Totoj, Tuntu, Vadrác, Vesha, Vipera

### Női és férfi nevek is lehetnek
Loli (n)-Lolo (ffi), Káli (n)- Káló (ffi), Bizsu, Narancs